# Rocha (Familienname)
Rocha ist ein portugiesischer Familienname.

## Namensträger

### A
- Adi Rocha (* 1985), brasilianischer Fußballspieler
- Aldo Rocha (* 1992), mexikanischer Fußballspieler
- Alexandre Alberto da Rocha de Serpa Pinto (1846–1900), portugiesischer Afrikaforscher
- Aline Rocha (* 1991), brasilianische Parasportlerin
- Anísio da Rocha (1912–nach 1988), brasilianischer Moderner Fünfkämpfer und Vielseitigkeitsreiter
- António dos Santos Rocha (1853–1910), portugiesischer Archäologe
- Ático Eusébio da Rocha (1882–1950), brasilianischer Geistlicher, Erzbischof von Curitiba
- Augusto Rocha (Fußballspieler) (Augusto Francisco Rocha; * 1935), portugiesischer Fußballspieler
- Augusto Alves da Rocha (* 1933), brasilianischer Geistlicher, Bischof von Floriano

### B
- Bento Munhoz da Rocha Neto (1905–1978), brasilianischer Politiker

### C
- Carla Salomé Rocha (* 1990), portugiesische Mittel- und Langstreckenläuferin
- Cármen Lúcia Antunes Rocha (* 1954), brasilianische Juristin, Präsidentin des Obersten Gerichtshofes der Republik Brasilien
- Celestino Rocha da Costa (1938–2010), são-toméischer Politiker
- Clara de la Rocha († 1970), mexikanische Revolutionärin und Soldadera
- Coco Rocha (* 1988), kanadisches Model

### D
- Delgado Rocha Lenine (* 1982), kapverdischer Fußballschiedsrichter
- Diego Andrés Rocha (1607–1688), spanischer Chronist
- Duane Da Rocha (* 1988), spanische Schwimmerin
- Dyego Rocha Coelho (Coelho; * 1983), brasilianischer Fußballspieler

### E
- Emilio Rocha Grande (* 1958), spanischer Ordensgeistlicher, Erzbischof von Tanger in Marokko
- Evaristo Rocha, nicaraguanischer Politiker
- Everardo Rocha (* 1951), brasilianischer Anthropologe

### F
- Félix da Rocha (1713–1781), portugiesischer Jesuit und Astronom
- Francisco Rocha (* 1927), portugiesischer Fußballspieler
- Frédéric Da Rocha (Rennfahrer) (* 1953), französischer Automobilrennfahrer
- Frédéric Da Rocha (Fußballspieler) (* 1974), französischer Fußballspieler
- Fryco Rocha (1863–1942), deutscher Dichter

### G
- Geraldo Lyrio Rocha (1942–2023), brasilianischer Geistlicher, Erzbischof von Mariana
- Glauber Rocha (Pedro de Andrade Rocha; 1938–1981), brasilianischer Filmregisseur

### H
- Henrique da Rocha Lima (1879–1956), brasilianischer Mediziner und Pathologe
- Henrique Rocha (* 2004), portugiesischer Tennisspieler
- Horacio Rocha (Fußballspieler) (Horacio Rocha Lozornio; * 1959), mexikanischer Fußballspieler
- Horacio Rentería Rocha (1912–1972), mexikanischer Maler
- Hugo Rocha (* 1972), portugiesischer Segler

### I
- Isabel Rocha (* um 1945), portugiesische Badmintonspielerin

### J
- Jacy Diniz Rocha (* 1958), brasilianischer Geistlicher, Bischof von São Luíz de Cáceres
- Jaime Rocha (Schriftsteller) (eigentlich Rui Ferreira e Sousa; * 1949), portugiesischer Journalist und Schriftsteller
- Jaime Vieira da Rocha, portugiesischer Offizier und Kolonialverwalter
- Jaime Vieira Rocha (* 1947), brasilianischer Geistlicher, Erzbischof von Natal
- Jésus Rocha (1939–2006), brasilianischer Geistlicher, Bischof von Oliveira
- João da Rocha (Missionar) (1565–1623), portugiesischer Jesuit, wirkte als Missionar 1598–1523 in China
- João da Rocha (Bischof) (* um 1587; † 1639), portugiesischer Jesuitenmissionar und  Titularerzbischof von Hierapolis in Phrygia
- João da Rocha (Schriftsteller) (1868–1921), portugiesischer Schriftsteller
- João da Rocha Ribeiro Dias (1941–2021), brasilianischer Dichter, Journalist und Politiker
- Joaquín Rocha (* 1944), mexikanischer Boxer
- Jorge Julio Rocha (* 1969), kolumbianischer Boxer
- José Rocha (Fußballspieler, 1968) (Djosa; * 1968), kapverdischer Fußballtorhüter
- José Rocha (Leichtathlet) (* 1976), portugiesischer Leichtathlet
- José Cayetano Valadés Rocha (1899–1976), mexikanischer Journalist und Diplomat
- José Denis Rocha (* 1980), nicaraguanischer Fußballspieler
- José Luis Rocha (Diplomat) (* 1956), kapverdischer Diplomat
- José Luis Rocha (Soziologe) (1966–2023), nicaraguanischer Soziologe
- José Luis Rocha (Wasserspringer) (* 1966), mexikanischer Wasserspringer
- José Maurício da Rocha (1885–1969), brasilianischer Geistlicher, Bischof von Bragança Paulista
- Josiel da Rocha (* 1980), brasilianischer Fußballspieler
- Juan Ramón Rocha (* 1954), argentinischer Fußballspieler
- Júlia Aparecida Rocha (* 2005), brasilianische Sprinterin
- Júlio Rocha (* 1979), brasilianischer Schauspieler
- Júlio César Rocha Costa (* 1980), brasilianischer Fußballspieler
- Juninho Rocha (* 1997), brasilianischer Fußballspieler

### K
- Kali Rocha (* 1971), US-amerikanische Schauspielerin
- Kelly Rocha Campezzi (* 1984), brasilianische Unternehmerin
- Kenny Rocha Santos (* 2000), kapverdischer Fußballspieler

### L
- Lindomar Rocha Mota (* 1971), brasilianischer Geistlicher, Bischof von São Luís de Montes Belos
- Lucas dos Santos Rocha da Silva (* 1991), brasilianischer Fußballspieler
- Lucas da Silva Rocha (* 1995), brasilianischer Fußballspieler
- Luciano da Rocha Neves (* 1993), brasilianischer Fußballspieler
- Luís Rocha (Fußballspieler) (* 1993), portugiesischer Fußballspieler
- Luis Antonio Nova Rocha (1943–2013), kolumbianischer Theologe und Geistlicher, Bischof von Facatativá
- Luís Filipe Rocha (* 1947), portugiesischer Regisseur und Schauspieler
- Luís Miguel Rocha (1976–2015), portugiesischer Schriftsteller und Produzent

### M
- Malu Rocha (1947–2013), brasilianische Schauspielerin
- Manuel Rocha (Ingenieur) (1913–1981), portugiesischer Ingenieur
- Manuel Rocha (Diplomat) (* 1950), US-amerikanischer Diplomat und kubanischer Spion
- Manuel Rocha (Musiker) (Manuel Pires da Rocha), portugiesischer Musiker
- Manuel da Rocha Felício (* 1947), portugiesischer Geistlicher, Bischof von Guarda
- Manuel Rocha Iturbide (* 1963), mexikanischer Komponist und Klangkünstler
- Manuel Palmeira da Rocha (1919–2002), brasilianischer Geistlicher, Bischof von Pesqueira
- Manuel dos Santos Rocha (1905–1983), portugiesischer Geistlicher, Erzbischof von Mitylene
- Mara Rocha (* 1973), brasilianische Politikerin
- Márcio Miranda Freitas Rocha da Silva (* 1981), brasilianischer Fußballspieler
- Marcos Rocha (Politiker) (Marcos José Rocha dos Santos, * 1968), brasilianischer Offizier der Militärpolizei und Politiker
- Marcos Rocha (Fußballspieler) (Marcos Luís Rocha Aquino, * 1988), brasilianischer Fußballspieler
- Marcos Bonifacio da Rocha (* 1976), brasilianischer Fußballspieler
- María Alejandra Rocha (* 2000), kolumbianische Leichtathletin
- Maria Laura da Rocha (* 1955), brasilianische Diplomatin
- Mayra Rocha (* 1988), mexikanische Radsportlerin
- Mayke Rocha Oliveira (* 1992), brasilianischer Fußballspieler
- Moisés Augusto Rocha (* 1927), portugiesischer Wrestler und Schauspieler

### N
- Nora Leticia Rocha (* 1967), mexikanische Leichtathletin
- Nuno Rocha (* 1992), kapverdischer Fußballspieler

### P
- Patrick Da Rocha (* 1961), französischer Radsportler
- Paulo Rocha (Regisseur) (Paulo Soares da Rocha; 1935–2012), portugiesischer Filmregisseur
- Paulo Rocha (Politiker) (Paulo Roberto Galvão da Rocha; * 1951), brasilianischer Politiker
- Paulo Rocha (Fußballspieler) (Paulo José Rocha Beldroegas; * 1954), portugiesischer Fußballspieler
- Paulo Rocha (Schauspieler) (Paulo Jorge Rodrigues Rocha; * 1977), portugiesischer Schauspieler
- Pedro Rocha (Fußballspieler, 1942) (1942–2013), uruguayischer Fußballspieler und -trainer
- Pedro Rocha (Politiker), uruguayischer Politiker
- Pedro Rocha Junca (* 1954), spanischer Fußballtrainer und -funktionär
- Pedro Rocha Neves (* 1994), brasilianischer Fußballspieler
- Pedro de Santana Rocha († 2020), brasilianischer Journalist und Reporter
- Peter Rocha (1942–2014), deutscher Dokumentarfilmregisseur

### R
- Raphael Rocha (* 1996), Fußballspieler aus Amerikanisch-Samoa
- Red Rocha (1923–2010), US-amerikanischer Basketballspieler
- Ricardo Rocha (Fußballspieler, 1962) (Ricardo Roberto Barreto da Rocha; * 1962), brasilianischer Fußballspieler
- Ricardo Rocha (Fußballspieler, 1978) (Ricardo Sérgio Rocha Azevedo; * 1978), portugiesischer Fußballspieler
- Roberto Carlos da Silva Rocha (* 1973), brasilianischer Fußballspieler, siehe Roberto Carlos
- Roger Rocha, US-amerikanischer Musiker, Gitarrist und Sänger
- Rubén González Rocha (Rubén; * 1982), spanischer Fußballspieler
- Rubenilson dos Santos da Rocha (* 1987), brasilianischer Fußballspieler

### S
- Sérgio da Rocha (* 1959), brasilianischer Geistlicher, Erzbischof von Brasília und Kardinal

### T
- Talita Antunes da Rocha (* 1982), brasilianische Beachvolleyballspielerin
- Tiago Rocha (* 1985), portugiesischer Handballspieler
- Tony Rocha (Antonio Rocha, * 1993), US-amerikanisch-belizischer Fußballspieler
- Tuka Rocha (1982–2019), brasilianischer Rennfahrer

### V
- Valdo Rocha (* 1981), kapverdischer Fußballspieler
- Valmiro Lopes Rocha (Valdo; * 1981), spanischer Fußballspieler

### W
- Wellington Rocha (* 1990), osttimoresischer Fußballspieler
- Willyan Rocha (* 1995), brasilianischer Fußballspieler

### Y
- Yuri Martins Rocha (* 1998), brasilianischer Fußballspieler

### Z
- Zack de la Rocha (* 1970), US-amerikanischer Sänger